# Der Bockerer
Pour plus de détails, voir Fiche technique et Distribution.
Der Bockerer est un film germano-autrichien réalisé par Franz Antel, sorti en 1981.
Il s'agit de l'adaptation de la pièce du même nom d'Ulrich Becher (de) et de Peter Preses (de).

## Synopsis
L'Anschluss vient d'avoir lieu. Un soldat allemand entre dans la boucherie de Karl Bockerer et demande en berlinois une bockwurst, au bout d'une conversation difficile, il lui sert une portion de Leberkäse.
Le boucher veut envoyer son fils Hansi livrer un Leberkäse chez Mme Hofrat, chez qui il joue régulièrement des parties de jeux de cartes ; le fils connaît sa fille Elisabeth. Mais il est devenu un membre de la SA et a autre chose à faire.
Malgré tout, comme chaque semaine, Bockerer et sa femme jouent au tarot avec M. Hatzinger et le Dr. Rosenblatt, un Juif à qui on propose d'émigrer aux États-Unis.
Quelques jours plus tard, Hansi dans son uniforme de SA doit réprimer les Juifs dans un parc sous la surveillance de son supérieur Gstettner, jusqu'à ce qu'il voit arriver son père. Honteux, il leur demande de former deux rangs et se cache derrière. Bockerer, qui n'a pas vu toute la scène, veut aider un Juif qui est tombé par terre, mais un policier lui ordonne de partir.
Un matin, Bockerer se réveille et voit que sa femme n'est pas dans le lit. En colère, il la cherche dans toute la maison puis voit qu'on est le 20 avril et que c'est son anniversaire. Il trouve sur la table un bouquet que sa femme a oublié et qu'elle devait présenter au Gauleiter à l'occasion de l'anniversaire du Führer et le croit pour lui. Il s'en va ouvrir la boucherie. Mais un agent le lui interdit, car aujourd'hui c'est l'anniversaire d'Adolf Hitler et donc un jour férié. Il réalise alors que sa famille a oublié son anniversaire. Seul son vieil ami Hatzinger s'en est souvenu.
Lorsque Bockerer accompagne à la gare de Vienne son ami juif Rosenblatt qui émigre, il rencontre son ami Hermann et entre dans un bar avec lui. Une dispute éclate entre ce communiste recherché par la Gestapo et des clients allemands. Gstettner était aussi présent avec sa brigade dans la salle et donne l'ordre à Hansi d'arrêter son père et Hermann. Il reconnaît alors son père qui est stupéfait qu'il le braque avec un pistolet. Ne sachant plus que faire, il laisse partir son père et son ami Hermann. Gstettner n'accepte pas ce manquement dans un premier temps puis l'excuse.
Bockerer est convoqué par la Gestapo et se plaint de son traitement. Juste avant qu'il soit emprisonné, Gstettner appelle la Gestapo à la demande de Hansi et donne une version des faits qui permet la libération de Bockerer.
Entre-temps, Hermann est arrêté et emmené au camp de concentration de Dachau, où il meurt d'un « accident du travail ». Bockerer rend visite à son épouse. Elle lui tend une lettre qui explique qu'il a été arrêté à la suite de la déposition de Bockerer. Bockerer est furieux et lui laisse de l'argent pour récupérer l'urne funéraire. Il va au café « Tosca » et croise Hansi, qui a repoussé les avancements de carrière proposé par Gstettner. Une dispute a lieu entre le père et le fils, le père chasse le fils de la maison.
Hansi quitte ensuite les SA et retrouve son amie Elisabeth, chez qui il vient vivre. Mais, par une vengeance de Gstettner, Hansi doit partir se battre sur le front russe, à Stalingrad. Il demande à Elisabeth d'aller voir son père pour les réconcilier. Il lui annonce qu'il épousera Elisabeth à son retour. Mais Hansi meurt au combat.
Le temps passe. Les Alliés entrent en Autriche.
Un jour, un homme chargé de réunir les familles séparées par la guerre se présente à la boucherie avec un petit garçon prénommé Karl. C'est le fils de Hansi et d'Elisabeth qui est morte lors d'un bombardement. Bockerer accepte de le prendre.
Rosenblatt revient à Vienne en tant que membre des armées alliées et peut rejouer avec Bockerer à leur partie de cartes.

## Fiche technique
- Titre : Der Bockerer
- Réalisation : Franz Antel assisté de Kurt Ockermüller (de)
- Scénario : Kurt Nachmann
- Musique : Gerhard Heinz (de)
- Direction artistique : Herta Hareiter
- Costumes : Lena Ilgisonis
- Photographie : Ernst W. Kalinke
- Son : Karl Schlifelner
- Montage : Irene Tomschik
- Production : Franz Antel
- Sociétés de production : Neue Delta, TIT Filmproduktion
- Société de distribution : Scotia International Filmverleih
- Pays d'origine :  Autriche,  Allemagne de l'Ouest
- Langue : allemand
- Format : Couleurs - 1,66:1 - Mono - 35 mm
- Genre : Drame
- Durée : 104 minutes
- Dates de diffusion :
  -  Allemagne de l'Ouest : 13 novembre 1981.
  -  Hongrie : 22 décembre 1983.

## Distribution
- Karl Merkatz: Karl Bockerer
- Ida Krottendorf: Sabine (Binerl) Bockerer
- Georg Schuchter (de): Hansi Bockerer
- Michael Schottenberg (de): Gstettner
- Regina Sattler (de): Elisabeth
- Sieghardt Rupp: Hermann
- Marianne Nentwich (de): Anna, la femme de Hermann
- Alfred Böhm (de): Alfred Hatzinger
- Heinz Marecek (de): Rosenblatt
- Thaddäus Podgorski (de): Pfalzner
- Dolores Schmidinger (de): Mitzi Haberl
- Gustav Knuth: M. Knabe
- Franz Stoß (de): Le général
- Hans Holt: M. Hofrat
- Senta Wengraf: Mme Hofrät
- Marte Harell: La baronne
- Klausjürgen Wussow: Dr. Lamm
- Walter Schmidinger: Schebesta
- Erni Mangold: La propriétaire du café Tosca
- Kurt Nachmann: M. Blau
- Gabriele Buch: Mme Blau
- Rolf Kutschera: L'historien
- Erich Padalewski: L'homme avec le chat mort
- Adolf Lukan: Guritsch
- Hilde Sochor (de): Sabine
- Michael Toost (de): L'inspecteur
- Jürgen Wilke: un membre du parti nazi.
- Martin Obernigg
- Teri Tordai
- Herbert Fux

## Récompenses
- Festival international du film de Moscou 1981: Prix du meilleur acteur pour Karl Merkatz.
- Deutscher Filmpreis 1982: Prix du meilleur acteur pour Karl Merkatz.

## Série
Le film aura une suite quinze plus tard. La série comprend quatre films traitant de l'histoire de l'Autriche dans les décennies qui suivent la Seconde Guerre mondiale :
- Der Bockerer (1981)
- Der Bockerer II – Österreich ist frei (de) (1996)
- Der Bockerer III – Die Brücke von Andau (de) (2000)
- Der Bockerer IV – Prager Frühling (de) (2003)

## Source de traduction
- (de) Cet article est partiellement ou en totalité issu de l’article de Wikipédia en allemand intitulé « Der Bockerer (Film) » (voir la liste des auteurs).